# Danh sách chương truyện Dragon Ball Super
Dragon Ball Super là một bộ truyện tranh Nhật Bản được sáng tác bởi Akira Toriyama và được minh họa bởi Toyotarou. Sau gần 20 năm ngừng sáng tác, tác giả Akira Toriyama đã quyết định sáng tác những diễn biến cốt truyện  tiếp theo của Dragon Ball. Cốt truyện kể về những gì diễn ra sau trận chiến với Ma nhân Buu. Một ngày nọ, bỗng có 2 kẻ lạ mặt xuất hiện trước mặt Goku và dò hỏi tung tích của Siêu Saiyan Thần Thánh. Đó chính là Thần Hủy Diệt Beerus và tùy tùng - Whis. Để ngăn Beerus hủy diệt Trái Đất, Goku và Vegeta đồng ý trở thành đệ tử của ông ta... Kể từ đó, một cuộc phiêu lưu mới lại bắt đầu...
Dragon Ball Super bắt đầu ra mắt vào ngày 20 tháng 6 năm 2015 trong số phát hành tháng 8 năm 2015 của tạp chí V Jump. Các chương mới của truyện sẽ được phát hành vào khoảng ngày 18 đến 20 hàng tháng theo định kỳ. Sau khoảng 4 tháng các chương xuất hiện trên tạp chí, nhà xuất bản Shueisha tập hợp các chương lại và đóng thành tập tankōbon để xuất bản. 
Sau đây là danh sách các tập và chương truyện 7 Viên Ngọc Rồng Siêu Cấp.

## Danh sách tập
| - 1. Giấc mơ tiên tri của Thần Hủy Diệt (破壊神の予知夢 Hakaishin no Yochimu) - 2. Goku thua cuộc (孫悟空の敗北 Son Gokū no Haiboku) - 3. Beerus nổi giận (ビルスの怒り Birusu no Ikari) - 4. Thần Thánh VS Thánh Thần (神と神 Kami to Kami) - 5. Champa và Beerus (ビルスとシャンパ Birusu to Shanpa) - 6. Chuẩn bị cho giải đấu (大会の準備 Taikai no Junbi) - 7. Các chiến binh của vũ trụ thứ 6 (第６宇宙の戦士たち Dai Roku Uchū no Senshi-tachi) - 8. Giải đấu bắt đầu (試合開始！ Shiai Kaishi!) - 9. Goku VS Botamo (悟空ＶＳボタモ Gokū Bāsasu Botamo) |

| - 10. Hình dạng thực sự của Frost (フロストの正体 Furosuto no Shōtai) - 11. Vegeta thượng đài (ベジータ登場！！ Bejīta Tōjō!!) - 12. Lòng kiêu hãnh của dân tộc Saiyan (サイヤ人の誇り Saiya-jin no Hokori) - 13. Vũ trụ nào chiến thắng? (優勝宇宙、ついに決定！！ Yūshō Uchū, Tsui ni Kettei!!) - 14. Lời cầu cứu từ tương lai (未来からのＳＯＳ Mirai Kara no Esu Ō Esu) - 15. HOPE!! Một lần nữa... (HOPE！！ 再び Hope!! Futabi) |

| - 16. Quá khứ của Trunks lớn ("未来"トランクスの過去 "Mirai" Torankusu no Kako) - 17. Zamas - người kế vị tiềm năng (次期第１０宇宙界王神候補ザマス Jiki Dai-Jū Uchū Kaiōshin Kōho Zamasu) - 18. Chân tướng của Goku Black (ゴクウブラックの正体 Gokū Burakku no Shōtai) - 19. Một Zamas nữa (もう一人のザマス Mō Hitori no Zamasu) - 20. Kế hoạch vô nhân (人間ゼロ計画 Ningen Zero Keikaku) |

| - 21. Hi vọng cuối cùng (HOPEへのラストチャンス Hōpu e no Rasuto Chansu) - 22. Kế hoạch B của Zamas (ザマスの最終手段 Zamasu no Saishū Shudan) - 23. Giá trị thực sự của Potara (ポタラの真価 Potara no Shinka) - 24. Bước tiến mới của Son Goku (孫悟空の進化 Son Gokū no Shinka) |

| - 25. Goku hay Zamas!? (悟空か！？ザマスか！？ Gokū Ka!? Zamasu Ka!?) - 26. Tạm biệt nhé Trunks lớn! (決戦！さらばトランクス Kessen! Saraba Torankusu) - 27. Những ngày bình thường (修行と日常そして... Shugyō to Nichijō Soshite...) - 28. Thần Hủy Diệt của 12 vũ trụ (12宇宙の破壊神 Jū Ni Uchū no Hakaishin) |

| - 29. Toppo của vũ trụ 11 (第11宇宙破壊神候補トッポ Dai Jū Ichi Uchū Hakaishin Kōho Toppo) - 30. Jiren (ジレンという男 Jiren to Iu Otoko) - 31. Hỡi các siêu chiến binh, hãy tập hợp! (集まれ超戦士たち！ Atsumare Chō Senshi-Tachi) - 32. Hỡi các siêu chiến binh, hãy tập hợp! (Phần 2) (集まれ超戦士たち!２ Atsumare Chō Senshi-Tachi！ 2) |

| - 33. Giải đấu sức mạnh - cuộc đua tranh sống còn (宇宙サバイバル！力の大会開始！ Uchū Sabaibaru! Chikara no Taikai Kaishi!) - 34. Khai tử vũ trụ đầu tiên (最初の消滅宇宙 Saisho no Shōmetsu Uchū) - 35. Hit VS Jiren (ヒットＶＳジレン！ Hitto Bāsasu Jiren!) - 36. Những đấu sĩ kỳ quặc (個性的な選手たち Kosei-tekina Senshu-tachi) |

| - 37. Siêu Saiya Kale thức tỉnh (覚醒·超サイヤ人ケール Kakusei · Supa Saiya-jin Kēru) - 38. Kế sách cuối cùng của Vũ Trụ 6 (第6宇宙の最終手段 Dai Roku Uchū no Saishū Shudan) - 39. Dấu hiệu thức tỉnh của Son Goku (孫悟空覚醒の"兆" Son Gokū Kakusei no "Kizashi") - 40. Jiren VS Vũ Trụ 7 (ジレンＶＳ第7宇宙 Jiren Bāsasu Dai nana Uchū) |

| - 41. Bản Năng Vô Cực (身勝手の極意 Migatte no Gokui) - 42. Tàn cuộc (決着と結末 Ketchaku to Ketsumatsu) - 43. Gia nhập đội Tuần Tra Ngân Hà! (銀河パトロール入隊! Ginga Patorōru Nyūtai!) - 44. Moro - Kẻ vượt ngục (脱獄囚モロ Datsugoku shū Moro) |

| - 45. Ma pháp của Moro (モロの魔法 Moro no Mahō) - 46. Tân Namek suy vong (衰耗するナメック星 Suikō-suru Namekku-sei) - 47. Mất mát (奪われたドラゴンボール Ubawareta Doragon Bōru) - 48. Điều ước của Moro (モロの願い Moro no Negai) |

| - 49. Trận chiến ngoài không gian (宇宙空間バトル Uchū Kūkan Batoru) - 50. Cuộc đại vượt ngục (大脱走 Dai Dassō) - 51. Mỗi người một ngả (それぞれの行動 Sorezore no Kōdō) - 52. Khóa huấn luyện mới của Goku và Vegeta (悟空とベジータの修業 Gokū to Bejīta no Shugyō) |

| - 53. Băng cướp Ngân Hà Saganbo (サガンボ銀河強盗団 Saganbo Ginga Gōtō-dan) - 54. Son Gohan VS 73 (孫梧飯ＶＳセブンスリー Son Gohan buiesu Sebunsurī) - 55. Thân phận thực sự của Merus (メルスの正体 Merusu no Shōtai) - 56. Những chiến binh của Địa Cầu tập hợp (地ち球きゅう戦せん士し集しゅう結けつ Chikyū Senshi Shūketsu) |

| - 57. Trên từng chiến tuyến (それぞれの闘い Sorezore no Tatakai) - 58. Son Goku đã về! (孫悟空到着 Son Gokū Tōchaku) - 59. Dấu Hiệu Bản Năng Vô Cực (話 発動！身勝手の極意"兆" Hatsudō! Migatte no Gokui "Chō") - 60. Tính toán sai lầm của Merus (メルスの誤算 Merusu no Gosan) |

| - 61. Vegeta tái xuất (新生ベジータ Shin-sei Bejīta) - 62. Cận kề thất bại (絶体絶命 Zettai Zetsumei) - 63. Quyết tâm của Merus (メルスの覚悟 Merusu no Kakugo) - 64. Tuần tra viên Ngân Hà Son Goku (銀河パトロール孫悟空 Ginga Patorōru Son Gokū) |

| - 65. Goku - Cư dân của Địa Cầu (地球人 孫悟空 Chikyūjin Son Gokū) - 66. Moro - Kẻ ăn hành tinh (星喰いのモロ Hoshikui no Moro) - 67. Hậu kết thúc (大団円そして... Daidan'en Soshite...) - 68. Granola - Chiến binh cuối cùng (生残者グラノラ Seizansha Guranora) |

| - 69. Bước chuyển mình của hành tinh Cereal (シリアル星の遷移 Shiriaru-sei no Sen'i) - 70. Chiến binh mạnh nhất vũ trụ (宇宙一の戦士 Uchūichi no Senshi) - 71. Âm mưu của Heeter (ヒータの計画 Hīta no Keikaku) - 72. Người Saiya và người Cereal (サイヤ人とシリアル人 Saiya-jin to Shiriaru-jin) |

| - 73. Goku VS Granola (悟空ＶＳグラノラ Gokū Buiesu Guranora) - 74. Vegeta VS Granola (ベジータＶＳグラノラ Bejīta Buiesu Guranora) - 75. Sức mạnh của Thần Hủy Diệt (破壊神の力 Hakaishin no Chikara) - 76. Số mệnh của người Saiya (サイヤ人の宿命 Saiya-jin no Shukumei) |

| - 77. Bardock, cha đẻ của Goku (悟空の父バーダック Gokū no Chichi Bādakku) - 78. Điều ước của Gas (ガスの願い Gasu no Negai) - 79. Gas VS Granola (ガスVSグラノラ Gasu VS Guranora) - 80. Gas VS Granola (Phần 2) (ガスVSグラノラ 2 Gasu VS Guranora 2) |

| - 81. Mối hoài nghi của Goku (悟空の争い Gokū no Arasoi) - 82. Bardock VS Gas (バダックvsガス Bādakku vs Gasu) - 83. Bardock VS Gas (Phần 2) (バダックvsガス2 Bādakku vs Gasu Tsū) - 84. Niềm tự hào nguồn cội (民族の誇り Minzoku no Hokori) |

| - 85. Câu trả lời (それぞれの答え Sorezore no Kotae) - 86. Lao tâm khổ chiến (全力戦 Zenryokusen) - 87. Chiến binh mạnh nhất vũ trụ lộ diện!? (宇宙一の戦士 発現 Uchūichi no Senshi Hatsugen) - 88. Anh hùng thế hệ mới (スーパーヒーロー誕生 Sūpā Hīrō Tanjō) |

| - 89. Địch thủ lộ hiện (ライバル出現! Raibaru Shutsugen!) - 90. Đại chiến Dr. Hedo (対決Dr.ヘド Taiketsu Dr. Hedo) - 91. Sự trở lại của đế chế Red Ribbon (復活したRR軍！！ Fukkatsu Shita Reddo Ribon Gun!!) - 92. Android mới (新たなる人造人間 Aratanaru Jinzōningen) |

| - 93. Âm mưu bắt cóc bé Pan (パン誘拐作戦 Pan Yūkai Sakusen) - 94. Thức tỉnh đi! Son Gohan! (目覚めよ! 孫悟飯 Mezameyo! Son Gohan) - 95. Thầy hay - Trò giỏi (最強の師弟 Saikyō no Shitei) - 96. Saiyaman tham chiến! (サイヤマン参戦！ Saiyaman Sansen) |

| - 97. Cell Max nổi loạn (暴走セルマックス Bōsō Seru Makkusu) - 98. Quyết định của Gamma số 2 (ガンマ2号の覚悟 Ganma Ni-Gō no Kakugo) - 99. Son Gohan - Siêu tiềm lực khai mở! (超覚醒！孫悟飯 Chō Kakusei! Son Gohan) - 100. Ma quang sát pháo bùng nổ! (炸裂！魔貫光殺砲 Sakuretsu! Makankōsappō) |

| - 101. Carmine và người lính 15 (カーマインと１５番 Kāmain to Jūgo-Ban) - 102. Son Goku VS Son Gohan (孫悟空ＶＳ孫悟飯 Son Gokū Bāsasu Son Gohan) - 103. Di sản cho tương lai (未来への継承 Mirai e no Keishō) - 104. Sự ra đời của Saiyaman X (サイヤマンXの誕生! Saiyaman Ekkusu no Tanjō!) |

Đây là một danh sách chưa hoàn chỉnh. Bạn có thể giúp Wikipedia .

### Các chương truyện chưa đóng thành tậptankōbon
- 105. Truyện tạm nghỉ vô thời hạn cho đến khi có thông báo mới!! (Để chuẩn bị cho Arc tiếp theo) (?)

Đây là một danh sách chưa hoàn chỉnh. Bạn có thể giúp Wikipedia .

## Bản màu kĩ thuật số (Digital Colored)
| #  | Nhan đề | Phát hành Tiếng Nhật | Phát hành tiếng Việt |
| -- | --- | -------------------- | -------------------- |
| 1  | Các chiến binh của vũ trụ thứ 6 Dai-Roku Uchū no Senshi-tachi (第6宇宙の戦士たち)                                      | 3 tháng 4 năm 2020   | —                    |
| 2  | Vũ trụ nào chiến thắng? Yūshō Uchū, Tsui ni Kettei!! (優勝宇宙、ついに決定！！)                                        | 3 tháng 4 năm 2020   | —                    |
| 3  | Kế hoạch vô nhân Ningen Zero Keikaku (人間ゼロ計画)                                                                    | 3 tháng 4 năm 2020   | —                    |
| 4  | Hi vọng cuối cùng Hōpu e no Rasuto Chansu (HOPEへのラストチャンス)                                                     | 1 tháng 5 năm 2020   | —                    |
| 5  | Tạm biệt nhé Trunks lớn! Kessen! Saraba Torankusu (決戦！さらばトランクス)                                             | 4 tháng 6 năm 2020   | —                    |
| 6  | Hỡi các siêu chiến binh, hãy tập hợp! Atsumare Chō Senshi-Tachi！ (集まれ超戦士たち！)                                 | 3 tháng 7 năm 2020   | —                    |
| 7  | Giải đấu sức mạnh - cuộc đua tranh sống còn Uchū Sabaibaru! Chikara no Taikai Kaishi! (宇宙サバイバル！力の大会開始！) | 4 tháng 8 năm 2020   | —                    |
| 8  | Dấu hiệu thức tỉnh của Son Goku Son Gokū Kakusei no "Kizashi" (孫悟空覚醒の"兆")                                       | 4 tháng 9 năm 2020   | —                    |
| 9  | Tàn cuộc Ketchaku to Ketsumatsu (決着と結末)                                                                           | 2 tháng 10 năm 2020  | —                    |
| 10 | Điều ước của Moro Moro no Negai (モロの願い)                                                                           | 4 tháng 11 năm 2020  | —                    |
| 11 | Cuộc đại vượt ngục Dai Dassō (大だい脱走だっそう)                                                                      | 4 tháng 12 năm 2020  | —                    |
| 12 | Thân phận thực sự của Merus Merusu no Shōtai (メルスの正体)                                                            | 4 tháng 1 năm 2021   | —                    |
| 13 | Trên từng chiến tuyến Sorezore no Tatakai (それぞれの戦い)                                                             | 4 tháng 2 năm 2021   | —                    |
| 14 | Tuần tra viên ngân hà Son Goku Ginga Patorōru Son Gokū (銀河パトロール孫悟空)                                          | 4 tháng 3 năm 2021   | —                    |
| 15 | Moro - Kẻ ăn hành tinh Hoshikui no Moro (星喰いのモロ)                                                                 | 2 tháng 4 năm 2021   | —                    |
| 16 | Chiến binh mạnh nhất vũ trụ Uchūichi no Senshi (宇宙一の戦士)                                                          | 4 tháng 11 năm 2021  | —                    |
| 17 | Sức mạnh của Thần Hủy Diệt Hakaishin no Chikara (破壊神の力)                                                           | 3 tháng 12 năm 2021  | —                    |
| 18 | Bardock, cha đẻ của Goku Gokū no Chichi Bādakku (悟空の父バーダック)                                                   | 4 tháng 7 năm 2022   | —                    |
| 19 | Niềm tự hào nguồn cội Minzoku no Hokori (民族の誇り)                                                                   | 11 tháng 8 năm 2022  | —                    |
| 20 | Lao tâm khổ chiến Zenryokusen (全力戦)                                                                                 | 2 tháng 6 năm 2023   | —                    |
| 21 | Đại chiến Dr. Hedo Taiketsu Dr. Hedo (対決Dr.ヘド)                                                                     | 4 tháng 12 năm 2023  | —                    |
| 22 | Thầy hay - Trò giỏi Saikyō no Shitei (最強の師弟)                                                                      | 4 tháng 3 năm 2024   | —                    |
| 23 | Son Gohan - Siêu tiềm lực khai mở! Chō Kakusei! Son Gohan (超覚醒！孫悟飯)                                             | 4 tháng 7 năm 2024   | —                    |
| 24 | Di sản cho tương lai Mirai e no Keishō (未来への継承)                                                                  | 4 tháng 7 năm 2025   | —                    |

Đây là một danh sách chưa hoàn chỉnh. Bạn có thể giúp Wikipedia .